# Germano Lambert-Torres
Germano Lambert-Torres (Rio de Janeiro, 10 de julho de 1959) é um engenheiro eletricista, economista e matemático, conhecido por seus trabalhos na área de aplicações de sistemas inteligentes na solução de problemas do sistema elétrico.
Obteve três graduações pela Universidade Federal do Itajubá (UNIFEI, à época: Escola Federal de Engenharia de Itajubá - EFEI), em 1982, formou-se em engenharia elétrica, e, em 1981, obteve o bacharelado em ciências econômicas e licenciatura em matemática, pela Faculdade de Ciências Sociais Aplicadas do Sul de Minas (FACESM, à época: Faculdade de Ciências Econômicas do Sul de Minas) e pelo Centro Universitário de Itajubá (FEPI, à época: Faculdade de Filosofia, Ciências e Letras de Itajubá), respectivamente.
Defendeu seu mestrado em engenharia elétrica na EFEI, em 1986, na área de linhas de transmissão e seu doutorado também em engenharia elétrica pela École Polytechnique de Montréal, no Canadá, em 1990, com um trabalho precursor na modelagem da carga elétrica através de proposições condicionais difusas. Germano foi professor titular da UNIFEI, por mais de 20 anos.
Foi professor convidado da École Polytechnique de Montréal, da Concordia University e da University of Waterloo. Ministrou palestras e mini-cursos em vários países nas Américas, Europa e Ásia. Atualmente é diretor de pesquisa e desenvolvimento da PS Soluções e Coordenador Conselho Técnico-Científico do Instituto GNARUS. Ele também é membro do ISAP (Intelligent System Applications to Power Systems) International Board, sendo o único membro mundial reeleito por seus pares desde do começo de seu funcionamento, em 2001.
Prof. Germano é membro Fellow do IEEE (Institute of Electrical and Electronics Engineers) por sua contribuição na área de Sistemas Inteligentes aplicados aos problemas dos Sistemas Elétricos de Potência.

## Vida Acadêmica
Dr. Germano começou sua carreira como professor, antes mesmo que ingressar na faculdade, pois no cursinho pré-vestibular já ministrava aulas de Física no Colégio XIX de Março. Durante todo seu curso universitário, também ministrou aulas de Física no Curso Objetivo, em diversas cidades do sul de Minas Gerais e do Vale do Paraíba.
Em 1983, ingressou na EFEI como professor auxiliar. Lá ministrou disciplinas de graduação nas áreas de eletrotécnica geral, máquinas elétricas, medidas elétricas e linhas de transmissão. Em 1990, foi aprovado em primeiro lugar no concurso de professor titular, tornando-se o professor mais jovem no sistema federal a ocupar esta posição até então. Criou e ministrou, por mais de 15 anos, a primeira disciplina de Inteligência Artificial aplicada aos sistemas elétricos de um curso de pós-graduação brasileiro. No cargo de Coordenador do Programa de Pós-Graduação em Engenharia Elétrica, criou o primeiro curso de doutorado desta instituição, sendo também orientado o primeiro trabalho. Foi Coordenador do Grupo (de Aplicações) de Inteligência Artificial, por mais de 15 anos, e Pró-Reitor de Pesquisa e Pós-Graduação por duas gestões, gerenciando a criação de três novos programas de pós-graduação.
Ele também foi professor titular colaborador da Universidade de Taubaté e Universidade Estadual Paulista Júlio de Mesquita Filho, onde pode auxiliar na orientação de alunos de graduação e pós-graduação, bem como fundar grupos de pesquisa na área de Inteligência Artificial e dinamizar as atividades de pesquisa.
Em sua carreira acadêmica, orientou mais de 80 teses de doutorado e dissertações de mestrado, mais de 50 trabalhos de cursos de especialização e mais de 100 projetos de iniciação científica e trabalhos de conclusão de curso de graduação. Ele publicou mais de 600 artigos técnicos em revistas e conferências nacionais e internacionais . Também é autor ou coautor de 9 livros (5 deles publicados nos Estados Unidos e Europa) e mais de 30 capítulos de livros. Seus artigos já foram citados mais de 2400 vezes e seu índice h é 23 .

## Linhas de Pesquisa e Principais Contribuições
Prof. Germano é reconhecido internacionalmente como um dos pioneiros mundiais na aplicação de sistemas inteligentes na solução de problemas dos sistemas elétricos de potência. No Brasil, foi o iniciador da divulgação e da aplicação de sistemas inteligentes nas diversas concessionárias de energia elétrica do país. Até hoje, ele tem proposto novos algoritmos, abordagens e encaminhamentos que geram soluções inovadoras e eficientes, utilizando sistemas híbridos inteligentes, mesclando as diversas técnicas inteligentes com as lógicas não-clássicas, as quais têm sido aplicadas em vários processos industriais.

### Desenvolvimento de Lógicas Não-Clássicas
Prof. Germano tem sido constantemente celebrado por seus pares ao redor do mundo por ser o pioneiro na aplicação da lógica de conjuntos aproximados  e da lógica paraconsistente   na solução dos problemas do sistema elétrico de potência. Ele tem desenvolvido a parte de matemática aplicada dessas lógicas com sua integração com métodos numéricos  e técnicas inteligentes , criando novos paradigmas para a solução de problemas.
Exemplo de problemas resolvidos com a lógica de conjuntos aproximados são: classificação de estados operativos , detecção de defeitos em motores elétricos , detecção de ataques cibernéticos , entre outros. Enquanto, exemplos de produtos desenvolvidos com esta técnica são: (a) o Sistema de Detecção de Defeitos Precoces em Hidrogeradores , em operação na AES-Tietê, (b) o programa Alarmes CTEEP , que é um sistema de classificação inteligente de alarmes dos centros de operação da Companhia de Transmissão de Energia Elétrica Paulista (CTEEP), e (c) o PAESE , programa de análise de eventos do sistema elétrico, que está em funcionamento no centro de operação da Companhia Paulista de Força e Luz (CPFL).
Exemplos de problemas que foram resolvidos utilizando a lógica paraconsistente são: restabelecimento de sistemas elétricos , operação de subestações , controle de processos , entre outros. Enquanto, exemplos de produtos desenvolvidos com esta técnica são: (a) o DECISOR , sistema de apoio ao processo de tomada de decisão, que utiliza a técnica PAHP – Processo de Análise Hierárquica Paraconsistente e é utilizado na Companhia Energética de Brasília (CEB) e (b) o SIAE , sistema especialista com lógica paraconsistente de análise de ensaios de transformadores, em funcionamento na EDP-Escelsa.

### Administração, Modelagem e Previsão da Carga Elétrica
A área de administração de carga envolve estudos e modelos que auxiliam a operação dos sistemas elétricos. Técnicas como sistemas especialistas difusos , sistemas baseada em casos  e meta-heurísticas inteligentes . Exemplos de pacotes computacionais desenvolvidos são: (a) PCFurto , mistura sistemas inteligentes e técnicas numéricas para detecção de perdas comerciais nos sistemas de distribuição da EDP-Bandeirante; (b) Observação Sistêmica , programa, que utiliza técnicas de conjuntos aproximados (rough sets), que possibilita a extração de conhecimentos de uma base de dados que contém diferentes estados operativos, desenvolvido para a Companhia Piratininga de Força e Luz (CPFL); (c) AGRUPA , programa que produz agrupamentos quantitativos das curvas de tipificação das cargas da Companhia Energética de Rondônia (CERON); e (d) AnaCarga , sistema integrado inteligente para a detecção e correção de falhas em dados e previsão da carga comercial para a EDP-Bandeirante.
A modelagem da carga elétrica permite a realização de estudos operacionais e de estabilidade sstêmica. Nesta modelagem têm sido utilizadas técnicas proposições condicionais difusas , e redes plásticas . LOADDYN  é um exemplo de programa desenvolvido para o setor, em utilização na Companhia Energética de Minas Gerais (CEMIG), que permitiu uma melhor utilização de sua rede de transmissão, através de análises mais apuradas dos estudos de estabilidade.
Na área de previsão de carga têm sido desenvolvidos estudos para os diversos horizontes temporais: longo, médio e curto prazos.  Estas previsões são importantes, para o planejamento sistêmico, para as programações de manutenção e para a operação do sistema, respectivamente. São utilizadas as técnicas de meta-heurísticas inteligentes , redes neurais com sistemas especialistas , redes polinomiais treinadas por enxame de partículas , sistemas difusos  e sistemas especialistas difusos . Diversos programas computacionais para a previsão de carga foram desenvolvidos, entre eles: (a) PREVISOR  – desenvolvido para a CEMIG e em operação a mais de 20 anos, prevendo a carga elétrica total e regional de seu sistema a curto e médio-prazos; (b) Previsão CEB  – para os três horizontes de carga, levando em consideração indicadores econômicos, sociais, geográficos; e (c) PrevisorCELG   – ferramenta inteligente para a projeção de mercado e carga para a Companhia Energética de Goiás (CELG), permitindo que características de regionais da carga sejam computadas na previsão.

### Controle Inteligente de Processos
A atuação do Prof. Germano na área de controle inteligente de processos pode ser dividida em duas sub-áreas principais: uma destinada a equipamentos e a outra a processos sistêmicos. Na área de controle inteligentes de equipamentos, ele tem desenvolvido estruturas inteligentes de controle, baseadas em redes neurais , sistema neurais híbridos  e sistemas baseados em regras . Exemplos de equipamentos que estão em funcionamento com seus sistemas de controle são: (a) o condicionador universal de 75 kVA - 13,8 kV, desenvolvido para a Companhia Energética do Maranhão (CEMAR), (b) os filtros ativos de potência de 75 kVA - 13,8 kV e 50 kVA - 440 V , desenvolvidos para a EDP-Bandeirante, (c) o equipamento testador da degradação dos semicondutores de potência , para a Companhia Hidrelétrica do São Francisco (CHESF), e, mais recentemente, (d) a proposição da uma nova estrutura de filtro ativo denominada de Smart-Impedance  , construída para as Companhia Paulista de Força e Luz (CPFL) e a Rio Grande Energia (RGE). Toda esta linha de pesquisa sempre foi realizada com o Grupo de Pesquisa de Eletrônica de Potência e Controle Industrial da UNIFEI, liderado pelo Prof. Luiz Eduardo Borges da Silva.
Na parte de controle inteligente de processos sistêmicos, ele tem desenvolvido soluções com multi-agentes inteligentes, sistemas baseados em regras, sistemas baseados em casos, sistemas especialistas, meta-heurísticas inteligentes, ente outros. Nesta área vale mencionar o primeiro sistema especialista brasileiro para o restabelecimento de subestações, desenvolvido com a Companhia Energética de Minas Gerais . Alguns sistemas desenvolvidos são: (a) o SIRSEP , um sistema multi-agente para restabalecimento sistêmico e o SISCOS  , um sistema multicamada para a supervisão e controle de subestações, ambos desenvolvidos para a Companhia Piratininga de Força e Luz (CPFL-Piratininga), (b) o CEB-Reconfigura , para a reconfiguração de sistemas de distribuição, que atua em conjunto com o CEB-Viatura , um sistema inteligente para a facilitação da locomoção de viaturas de atendimento à rede de distribuição, em funcionamento na Companhia Energética de Brasília (CEB), (c) o INFO_SAGE , um sistema de monitoramento e tradução de ocorrências no sistema elétrico, que funciona em conjunto com o programa de análise de ocorrências , que faz uma busca automática do procedimento operativo adequado ao alarme, desenvolvidos para a Centrais Elétricas do Norte do Brasil (Eletronorte), e (d) o EFAI , um filtro inteligente de alarmes, que utiliza técnicas de conjuntos aproximados e lógica paraconsistente, desenvolvido para a EDP-Escelsa.

### Manutenção Preditiva de Equipamentos
Na área de manutenção preditiva de equipamentos, o Prof. Germano tem desenvolvido sistemas híbridos, que misturam técnicas inteligentes com técnicas avançadas de processamento de sinais, tais como: espectral curtose , análise por resposta em frequência , separação cega de sinais  e análise da assinatura elétrica . Estes sistemas têm resolvido problemas de detecção de defeitos precoces em: isolamento de geradores elétricos , rolamentos de máquinas elétricas rotativas , transformadores de potência , além de detecção de defeitos mecânicos e elétricos em unidade hidro-geradoras  e turbogeradoras .
Exemplos de sistemas instalados e em operação utilizando estas técnicas híbridaspara a monitoração de defeitos são: (a) nas unidades de turbinas à gás, com capacidade de 404 MW, da Usina TermoNorte , nos hidrogeradores, com capacidade de 480 MVA, da Usina de Itapebi , no compensador síncrono da CHESF da subestação Goianinha de 20 MVA e 13,8kV , nos motores dos sistema auxiliar  e nos transformares de 29 MVA  da Usina Termoelétrica TermoPernambuco e nas unidades geradoras com acionamento via motores de combustão interna de 381,2 MW da Energética Suape II . Toda esta linha de pesquisa sempre foi realizada com a PS Soluções e o Instituto Gnarus.

## Conferências Organizadas
- Presidente do 15th International Conference on Intelligent System Applications to Power Systems (ISAP), Curitiba, Brasil, de 8 a 12 de novembro de 2009.
- Vice-Presidente e Presidente da Comissão de Programa do 6th Congress on Logic Applied to Technology (LAPTEC), Santos, Brasil, de 21 a 23 de novembro de 2007.
- Vice-Presidente e Presidente da Comissão de Programa do 4th Congress on Logic Applied to Technology (LAPTEC), Marília, Brasil, de 10 a 12 de novembro de 2003.
- Vice-Presidente do 5th International Conference on Intelligent System Applications to Power Systems (ISAP), Budapest, Hungria, de 18 a 21 de junho de 2001.
- Presidente do 4th International Conference on Intelligent System Applications to Power Systems (ISAP), Rio de Janeiro, Brasil, de 4 a 9 de abril de 1999.
- Presidente da Comissão Organizadora do 1o Congresso Brasileiro de Redes Neurais (CBRN), Itajubá, Brasil, de 24 a 27 de outubro de 1994.
- Além disto, foi revisor e membro da comissão de programa de mais de uma centena de eventos científicos em todos os continentes do mundo.

## Livros Editados e Publicados
- Uncertainty Treatment using Paraconsistent Logic, 2010 [68]
- Advances in Technological Applications of Logical and Intelligent Systems, 2009 [69]
- Proceedings of the International Conference on Intelligent System Application to Power Systems, 2009 [70]
- Inteligência Artificial com as Redes de Análises Paraconsistentes – Teoria e Aplicações, 2008 [71]
- A Lógica Paraconsistente Anotada, 2007 [72]
- Advances in Intelligent Systems and Robotics, 2003 [73]
- Proceedings of the 4th Congress of Logic Applied to Technology, 2003 [74]
- On the Use of Fuzzy Logic Techniques for Addressing Uncertainty in Power System Problems, 2000 [75]
- Anais de I Congresso Brasileiro de Redes Neurais, 1994 [76]

## Prêmios Recebidos
- Fellow Member do The Institute of Electrical and Electronics Engineers (IEEE), Classe 2014, “por sua contribuição na área de Sistemas Inteligentes aplicados aos problemas dos Sistemas Elétricos de Potência”
- Technical Committee Working Group Recognition Award, pelo trabalho desenvolvido no WG de Multi-Agent Systems, IEEE Power Engineering Society, 2008
- Outstanding Leadership as Member of the ISAP Board of Directors, International Council of Intelligent System Applications to Power Systems (ISAP), 2007
- Technical Committee Working Group Recognition Award, pelo trabalho desenvolvido no WG de New Technologies and Practical Applications, IEEE Power Engineering Society, 2006

## Doutorados Orientados e Coorientados
- Ahmed Ali Abdala Esmin - Título: “Estudo de Aplicação do Algoritmo de Otimização por Enxame de Partícula na Resolução de Problemas de Otimização Ligados ao SEP”
- Alexandre Rasi Aoki - Título: “Uma Proposta de Arquitetura Multi-Agente para Operação de Sistemas Elétricos”
- Alfredo Humberto Fernandez Insfran - Título: “Aplicações de Redes Neurais na Operação de Usinas e Subestações”
- Antônio Faria Neto - Título: “Formulação Variacional para o Eletromagnetismo e suas Aplicações”
- Carlos Henrique Valério de Moraes - Título: “Aplicação de Técnicas Inteligentes no Auxílio à Operação dos Centros de Controle”
- Cláudio Ferreira - Título: “Modelagem Dinâmica de Cargas Elétricas utilizando Redes Neurais Plásticas”
- Cláudio Rodrigo Torres - Título: “Sistema Inteligente Baseado na Lógica Paraconsistente Anotada Evidencial Eτ para Controle e Navegação de Robôs Móveis Autônomos em um Ambiente Não-Estruturado”
- Hector Gustavo Arango - Título: “Modelo de Simulação Temporal do Mercado Consumidor de Energia Elétrica baseada em Múltiplos Pólos Urbanos e Uso do Solo”
- Helga Gonzaga Martins - Título: “A Lógica Paraconsistente Anotada de Quatro Valores – LPA4v Aplicada em Sistema de Raciocínio Baseado em Casos para o Restabelecimento de Subestações Elétricas”
- Júlia Cristina Caminha Noronha - “Investimentos em Distribuição de Energia Elétrica sob Incerteza Regulatória utilizando Opções Reais”
- Levy Ely de Lacerda de Oliveira - Título: “Estimativa Automática de Velocidade de Motores de Indução utilizando Sistemas Inteligentes”
- Luiz Artur Pecorelli Peres - Título: “Avaliação dos Impactos Energéticos e Ambientais da Introdução de Veículos Elétricos”
- Luiz Eduardo da Silva - Título: “Sistema Híbrido Metaheurístico baseado em Colônia de Formigas Paraconsistentes aplicado a Problemas de Otimização em Redes Inteligentes”
- Maurílio Pereira Coutinho - Título: “Detecção de Ataques em Infra-Estruturas Críticas de Sistemas Elétricos de Potência usando Técnicas Inteligentes”
- Milton Nunes da Silva Filho - Título: “Sistema Inteligente para Tomada Rápida de Decisões nos Sistemas Elétricos”
- Ronaldo Rossi - Título: “Classificador Hierárquico Sistêmico para Redes Elétricas de Alta Tensão”
- Siles Paulino de Toledo - Título: “Representação de Conhecimentos e Sistemas Especialistas Aplicados a Sistemas de Potência”
- Sílvia das Dores Rissino - Título: “Metodologia de Avaliação da Relevância de Atributos em Grandes Bases de Dados Incompletas utilizando Conjuntos Aproximados e Lógica Paraconsistente”
- Yvo Marcelo Chiaradia Masselli - Título: “Proposta de um Modelo de Rede Neuro-Fuzzy-Polinomial Otimizado por Algoritmos de Enxame Aplicado à Previsão”